# Естасьйон-Сентраль
Естасьйон-Сентраль (ісп. Estación Central) — комуна в Чилі. Одна з міських комун міста Сантьяго. Комуна входить до складу провінції Сантьяго і Столичного регіону.
Територія — 15 км². Щільність населення — 9802,7 чол./км².

## Розташування
Комуна розташована на заході міста Сантьяго.
Комуна межує:
- на півночі — з комуною Кінта-Нормаль
- на сході — з комуною Сантьяго
- на півдні — з комунами Педро-Агуїрре-Серда, Серрильйос
- на південному заході — з комуною Сан-Бернардо
- на заході — з комуною Пудауель
- на північному заході — з комуною Ло-Прадо